# 30 Hudson Yards
Le 30 Hudson Yards (également connu sous le nom de « North Tower ») est un gratte-ciel situé dans le complexe du Hudson Yards, dont elle est la plus haute tour, dans le West Side de Manhattan à New York aux États-Unis.  Il est situé à proximité des quartiers suivants : Hell's Kitchen, Chelsea and Pennsylvania Station. Avec ces 387 m de haut, la tour est le sixième plus haut édifice de la ville après le 432 Park Avenue.

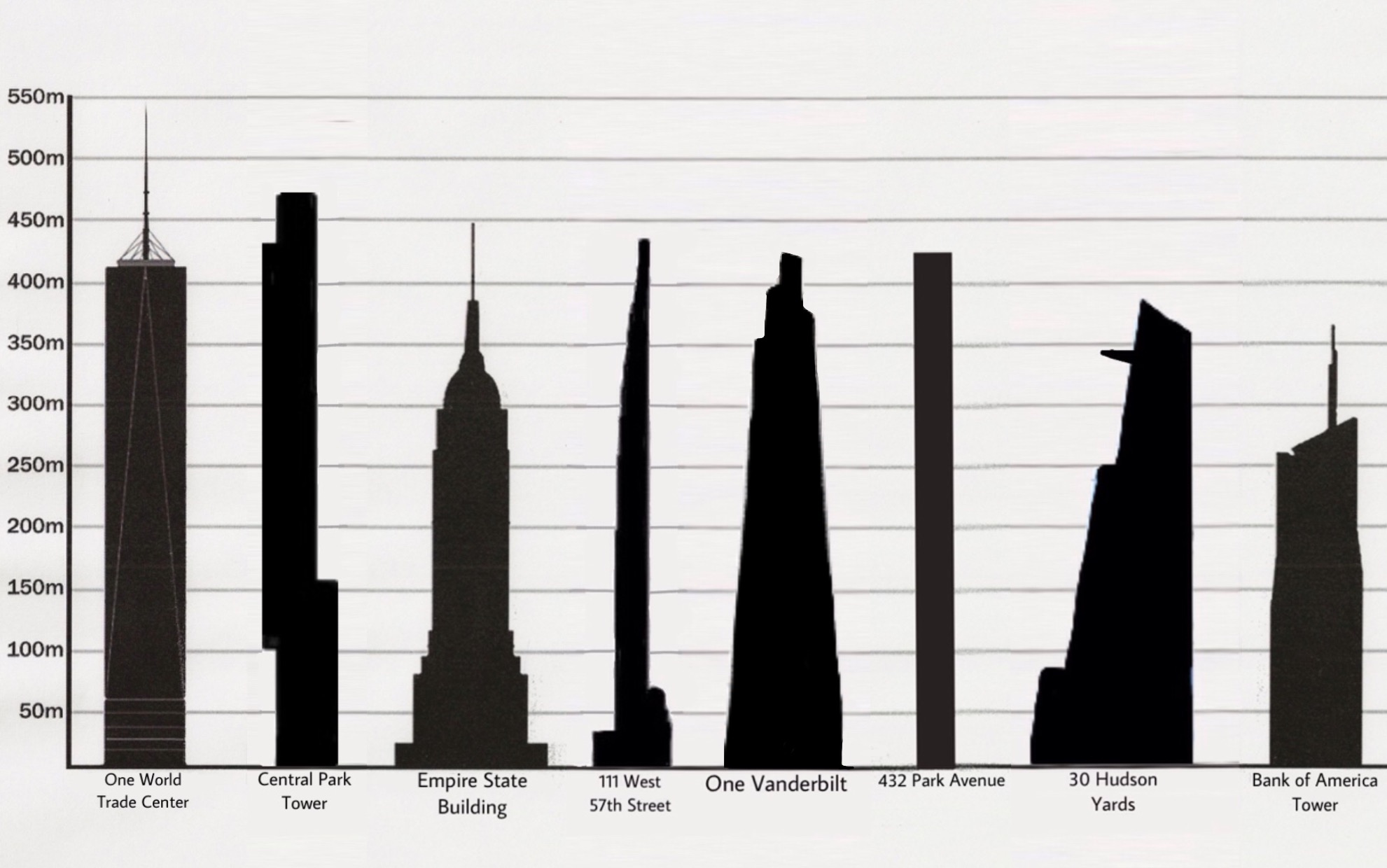
Les plus hautes structures de New York.

Le bâtiment dispose d'un pont d'observation triangulaire au 101e étage. Ce pont d'observation, à 335 m, a ouvert en mars 2020 et est le deuxième pont d'observation extérieur le plus élevé de l'hémisphère occidental, après la SkyTerrace extérieur de la Tour CN de Toronto (342 m) (la Tour Willis de Chicago a un pont d'observation à son 103e étage, à 412 m ; cependant, il est fermé). Elle offre de nouvelles vues sur l'horizon au sud et à l'est de Manhattan, sur les arrondissements environnants et sur le New Jersey.